# Henri Ding
Henri Marius Ding né le 30 juin 1844 à Grenoble où il est mort le 24 août 1898 est un sculpteur français.

## Biographie
Henri Ding est professeur à l'École des beaux-arts de Grenoble. 
Il est l'auteur des allégories de La Pêche et de La Chassesur la façade de l'hôtel Primat de Grenoble (aujourd'hui Grand Hôtel), de la décoration de la maison Bertoin sur la place Victor-Hugo de la même ville, et celle d'un château de Saint-Egrève. Au cimetière Saint-Roch de Grenoble, ses sculptures ornent les tombes de Diodore Rahoult, de Bandel, de Jean Achard (1888) ; il réalise un buste pour la sépulture de Félix Poulat (1897) et la statue du Chronos méditant pour le monument de Magnan-Christophe.
Il est décoré de la Légion d'honneur le 21 juillet 1888.
Son œuvre la plus connue est la Fontaine des trois ordres sur la place Notre-Dame à Grenoble. Elle rend hommage aux Dauphinois qui ont porté les prémices de la Révolution française. Réalisée pour célébrer le centenaire des évènements de 1788, elle n'est inaugurée qu'en août 1897. 
Henri Ding venait d'être nommé directeur de l'École des beaux-arts de Grenoble quand il meurt le 24 août 1898. Il est inhumé à Grenoble au cimetière Saint-Roch.

## Œuvres dans les collections publiques
- Grenoble :
  - Fontaine des trois ordres, 1897, groupe en marbre et bronze. Les figures ornementales en bronze sont envoyées à la fonte sous le régime de Vichy, puis refondus d'après les modèles en 1957[3].
  - Monument à Xavier Jouvin, 1889, statue en bronze. Envoyée à la fonte sous le régime de Vichy, la statue est remplacée par une copie en pierre en 1943[4].
  - cimetière Saint-Roch : une dizaine de monuments funéraires[5].
  - musée de Grenoble :
    - La Dernière prière, plâtre ;
    - Le Père de l'artiste, 1870, plâtre ;
    - Le Peintre Diodore Rahoult, 1875, buste en plâtre ;
    - Jésus le Nazaréen, Ecce Homo, 1878, statue en plâtre ;
    - Esquisse du monument aux défenseurs de la Patrie ;
    - Monument aux défenseurs de la Patrie, 1880, plâtre ;
    - Gratianopolis, 1884, buste en marbre ;
    - Buste de Jean Achard, 1888, marbre ;
    - La Vénus de la Pogne, 1888, groupe en bronze ;
    - Victoire dauphinoise, 1888, plâtre ;
    - La Muse de Berlioz ou Stella Montis, 1890, statuette en marbre.
- Le Périer, église paroissiale : plusieurs sculptures[6].
- Vizille :  La Liberté, dite aussi Marianne, 1888, statue en pierre.

Œuvres d'Henri Ding
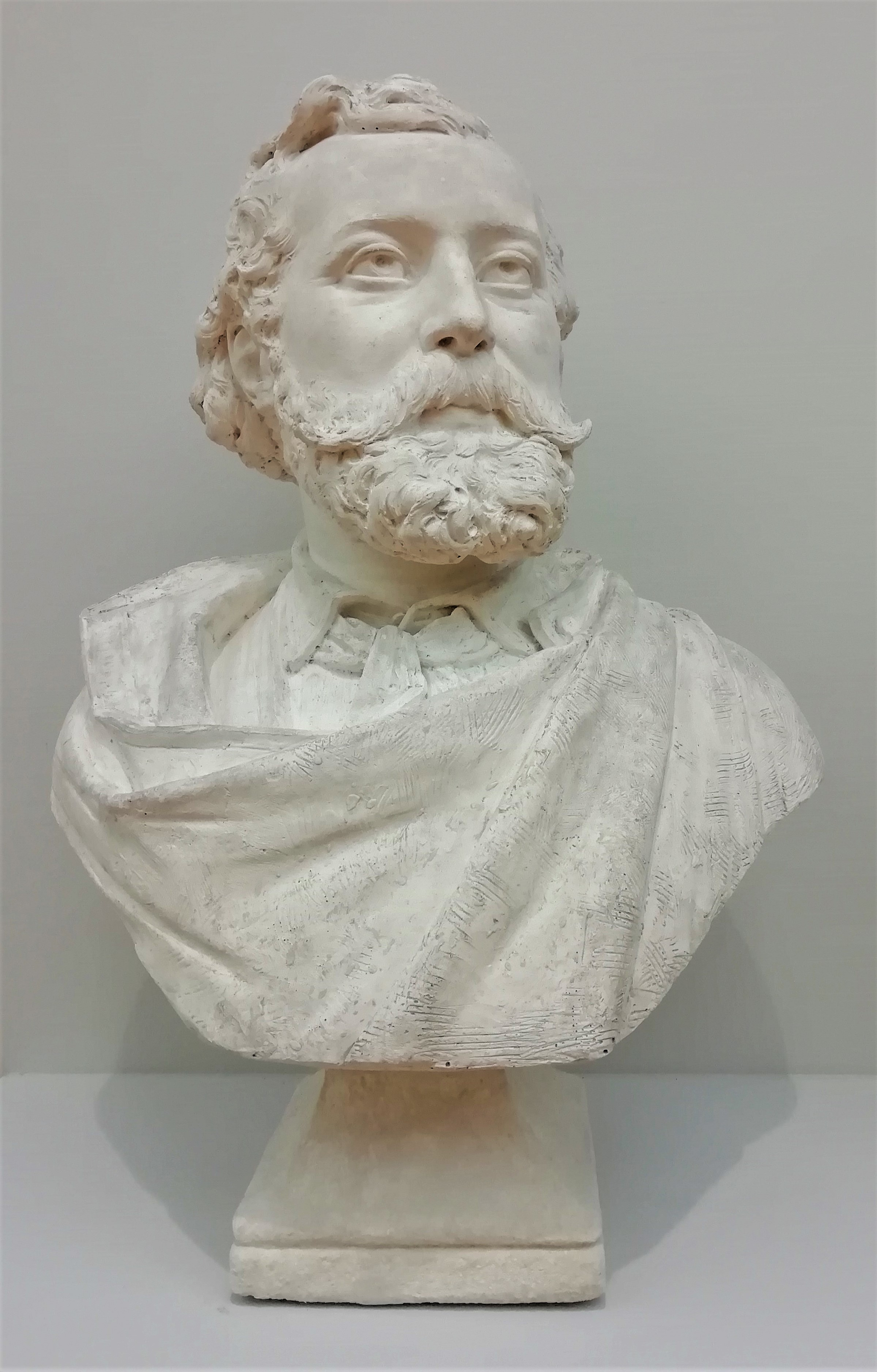
Le Peintre Diodore Rahoult (1875), musée de Grenoble.
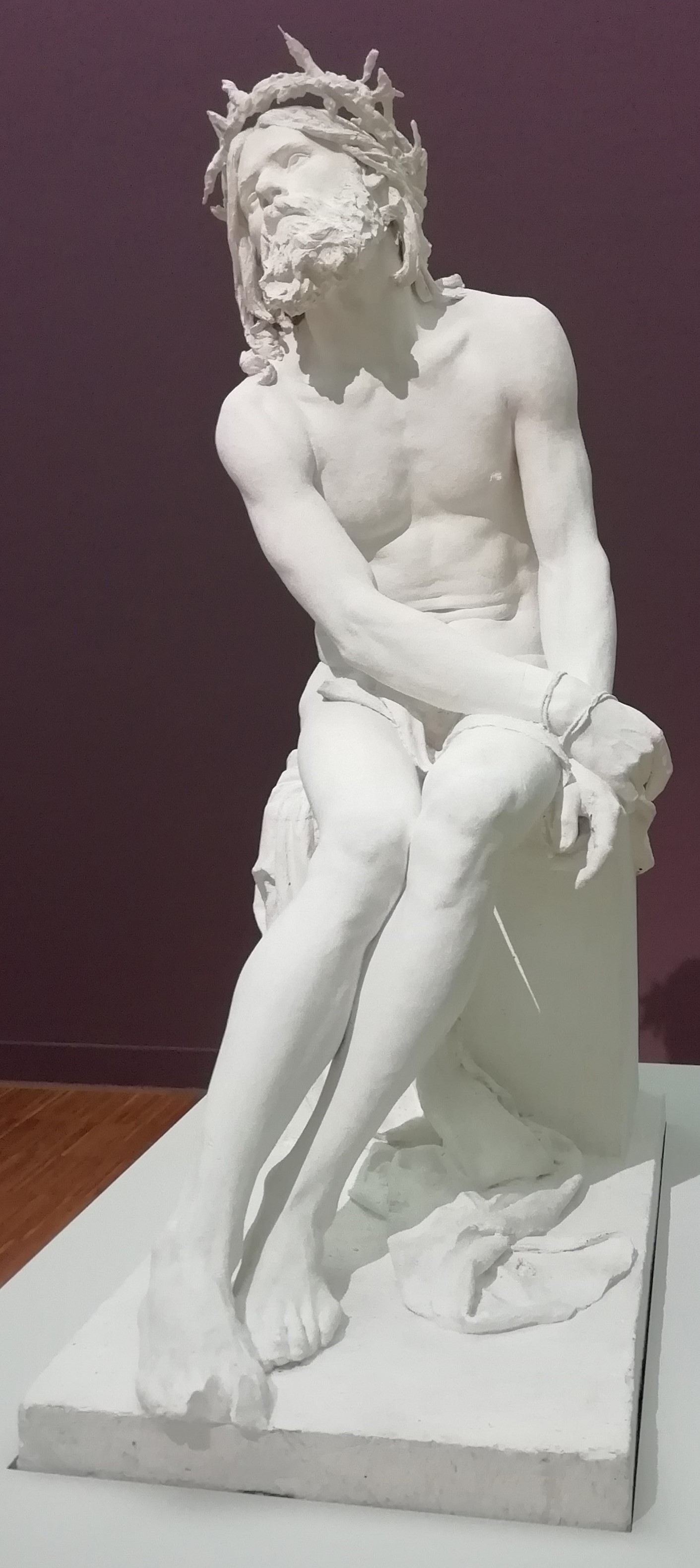
Jésus le Nazaréen, Ecce Homo (1878), musée de Grenoble.
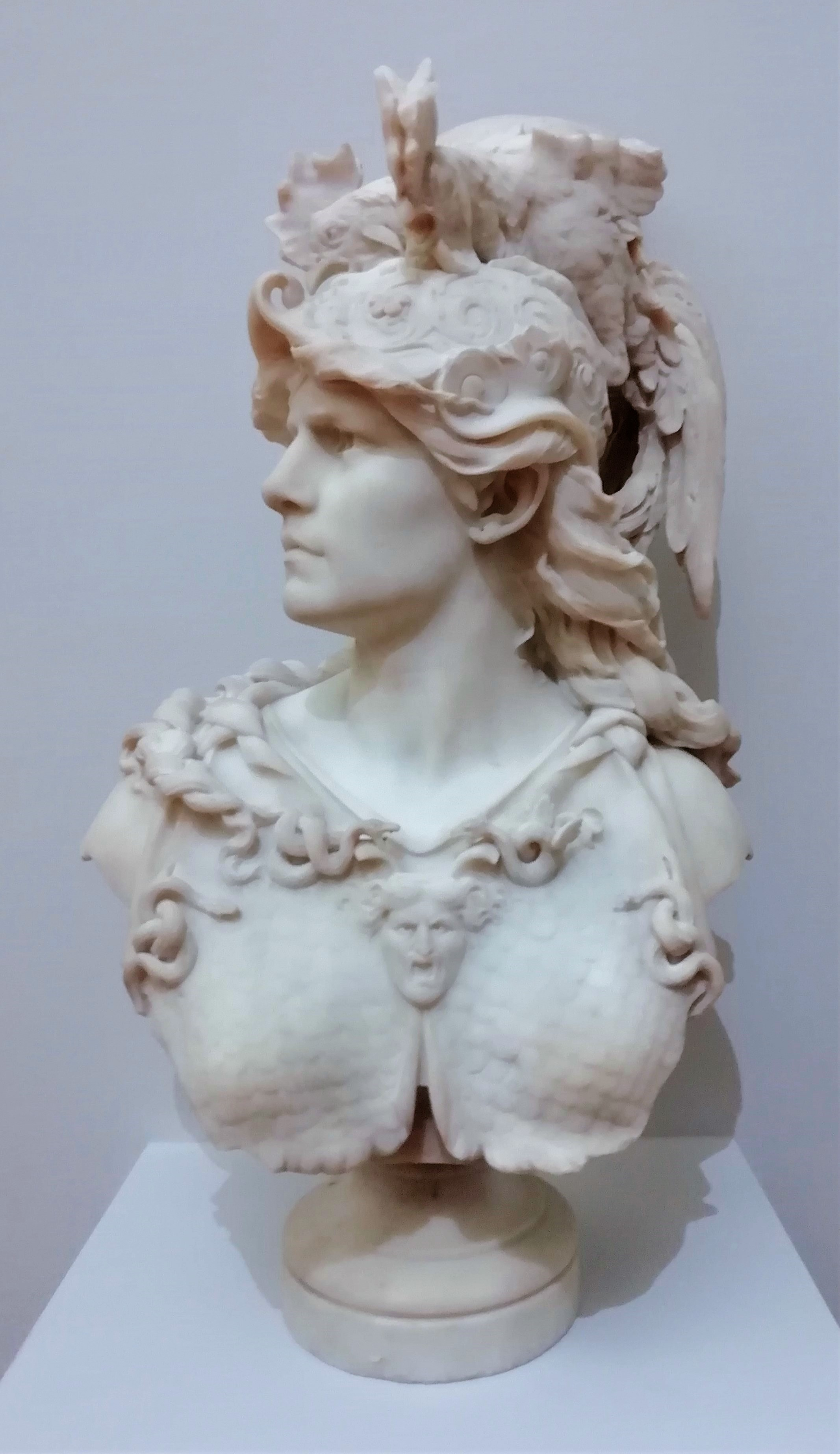
Gratianopolis (1884), musée de Grenoble.
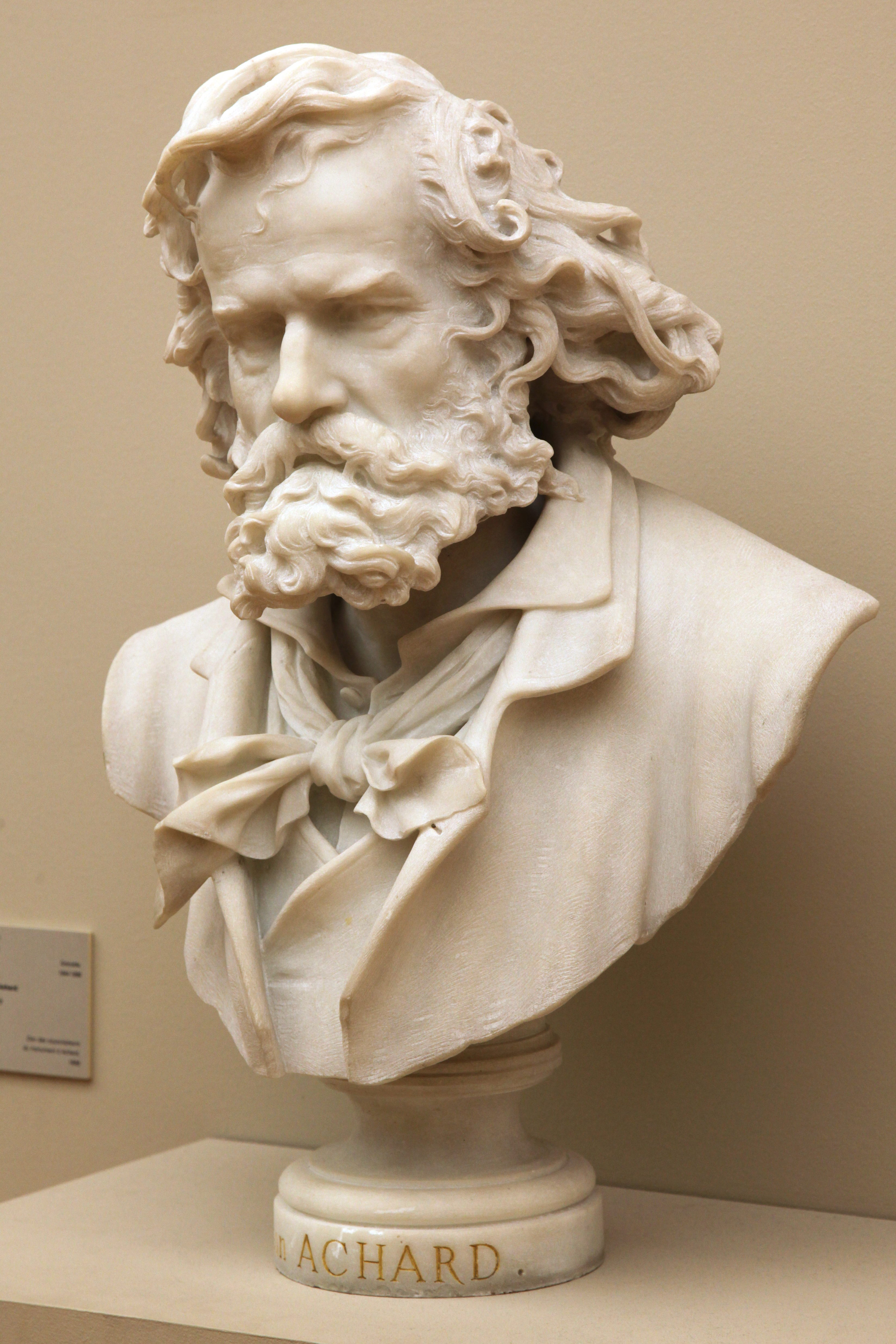
Buste de Jean Achard (1888), musée de Grenoble.
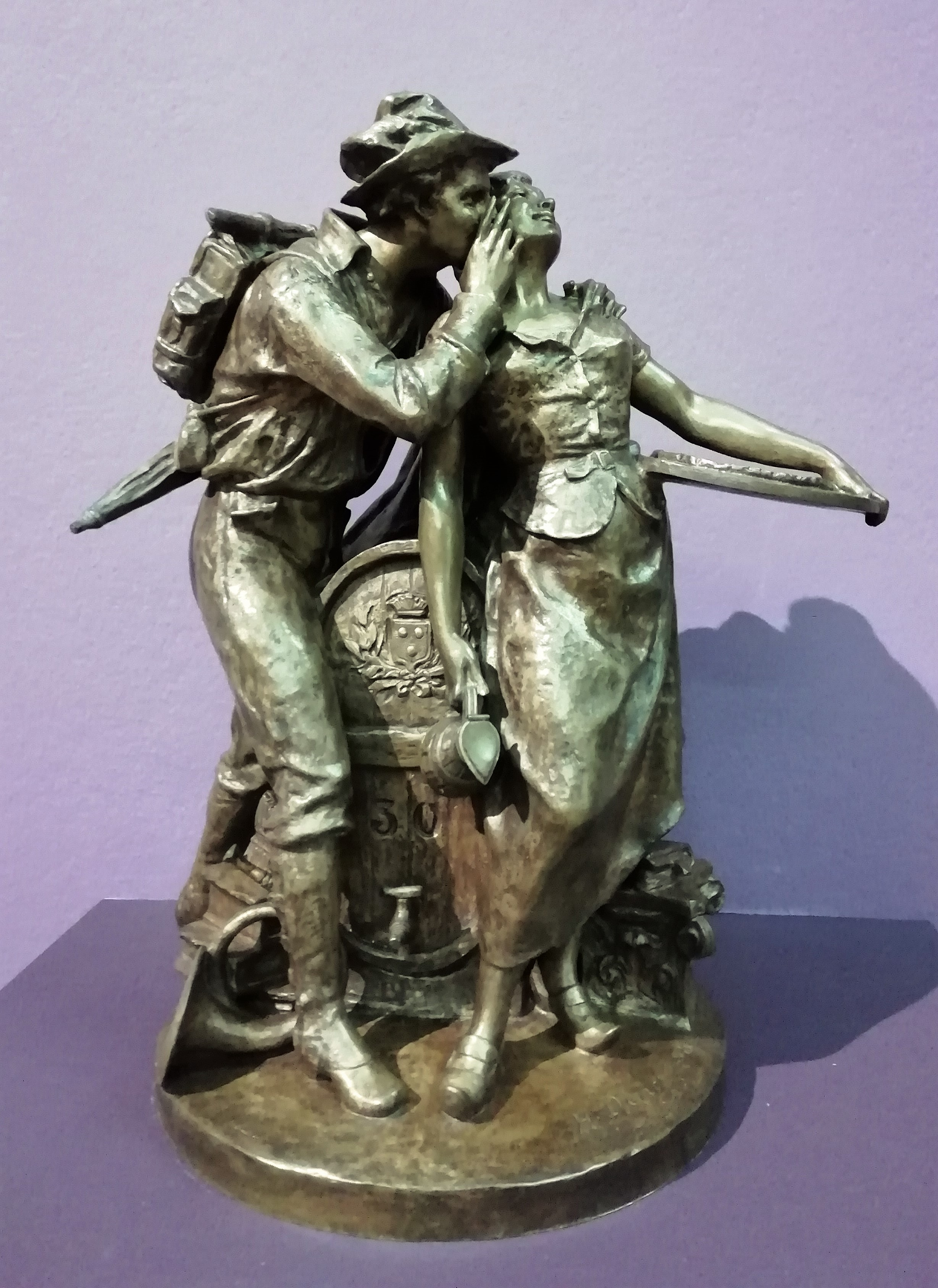
La Vénus de la Pogne (1888), musée de Grenoble.
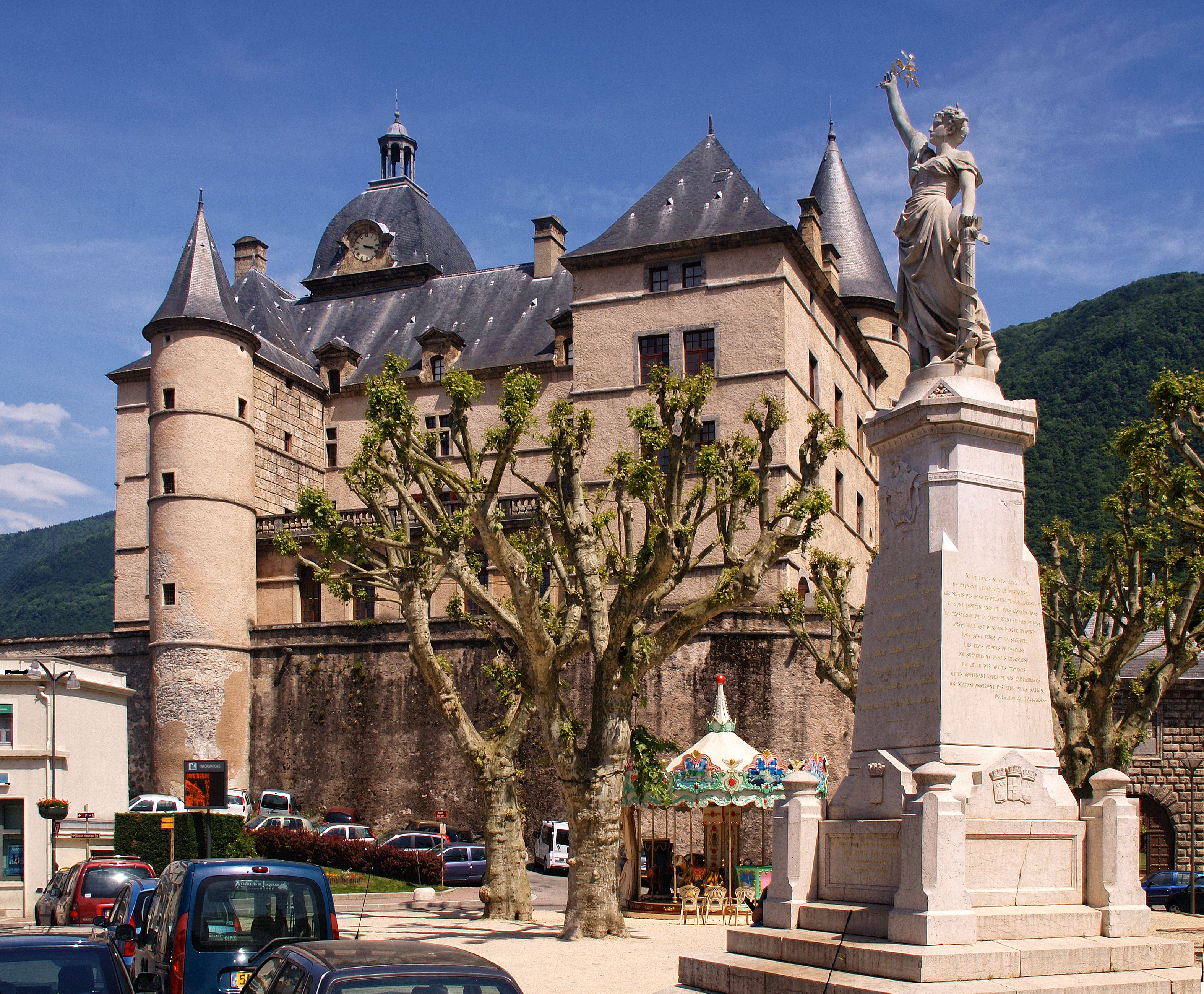
Statue de Marianne (1888), Vizille.
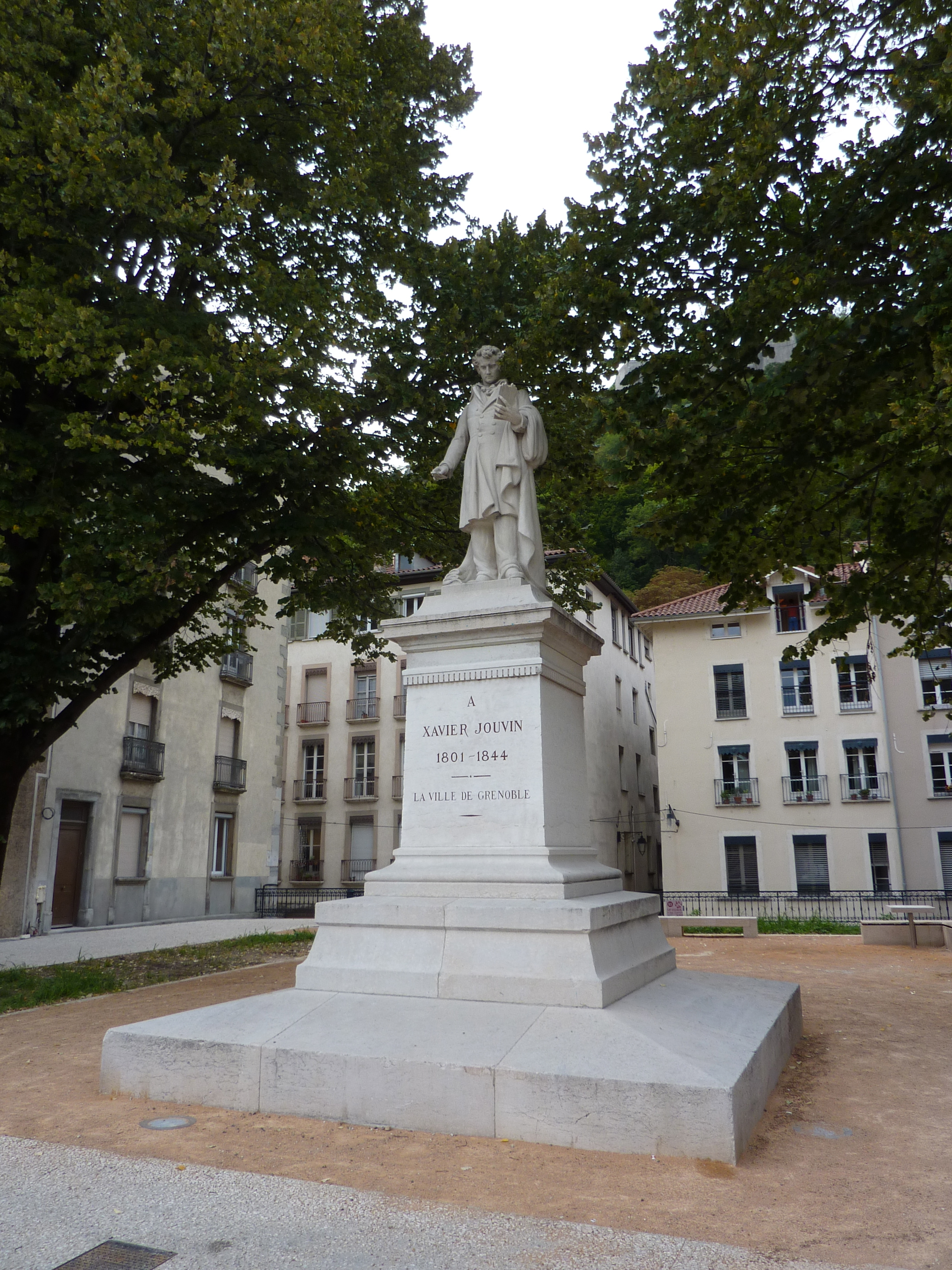
D'après Henri Ding, Monument à Xavier Jouvin (1943), Grenoble.
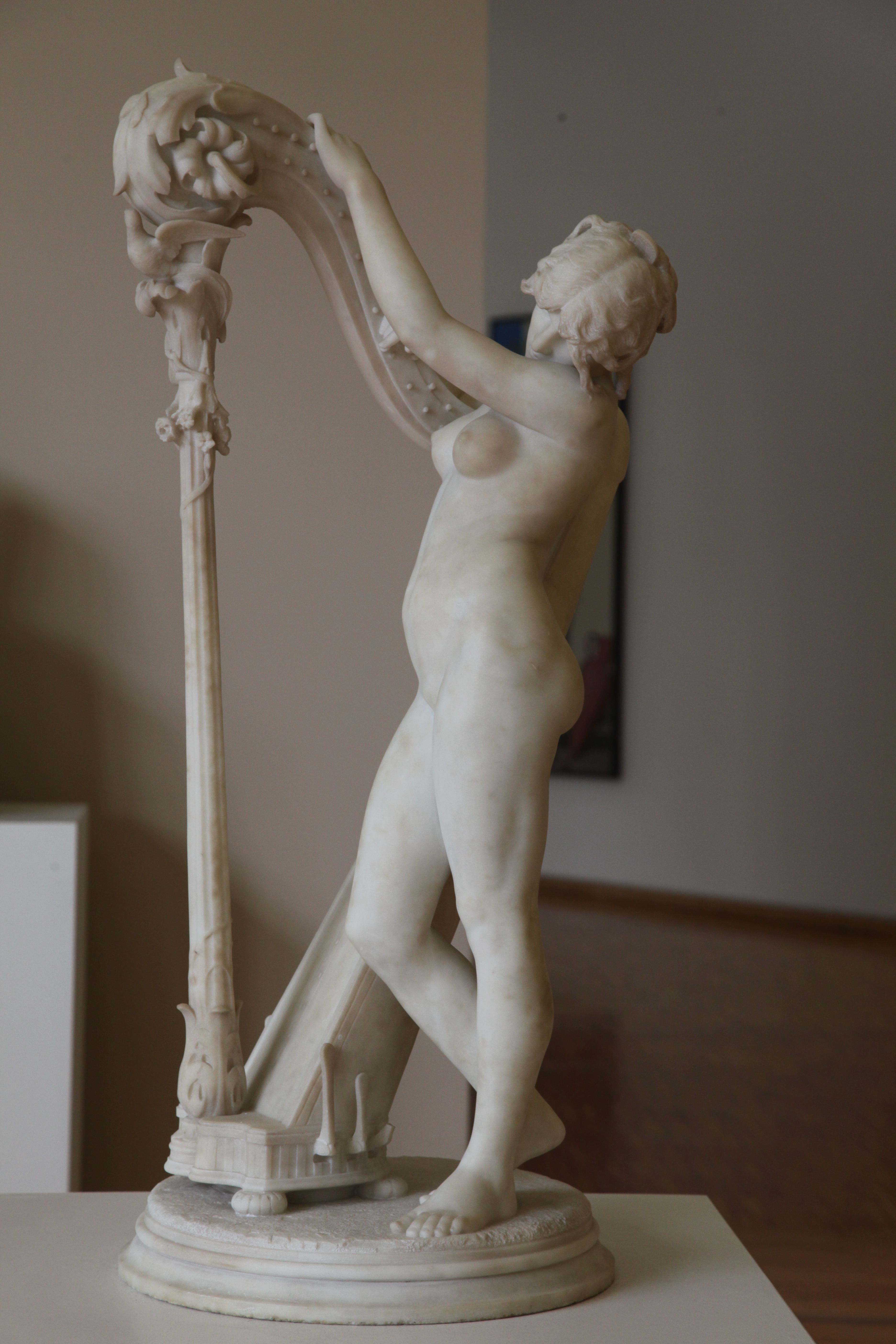
La Muse de Berlioz (1890), musée de Grenoble.
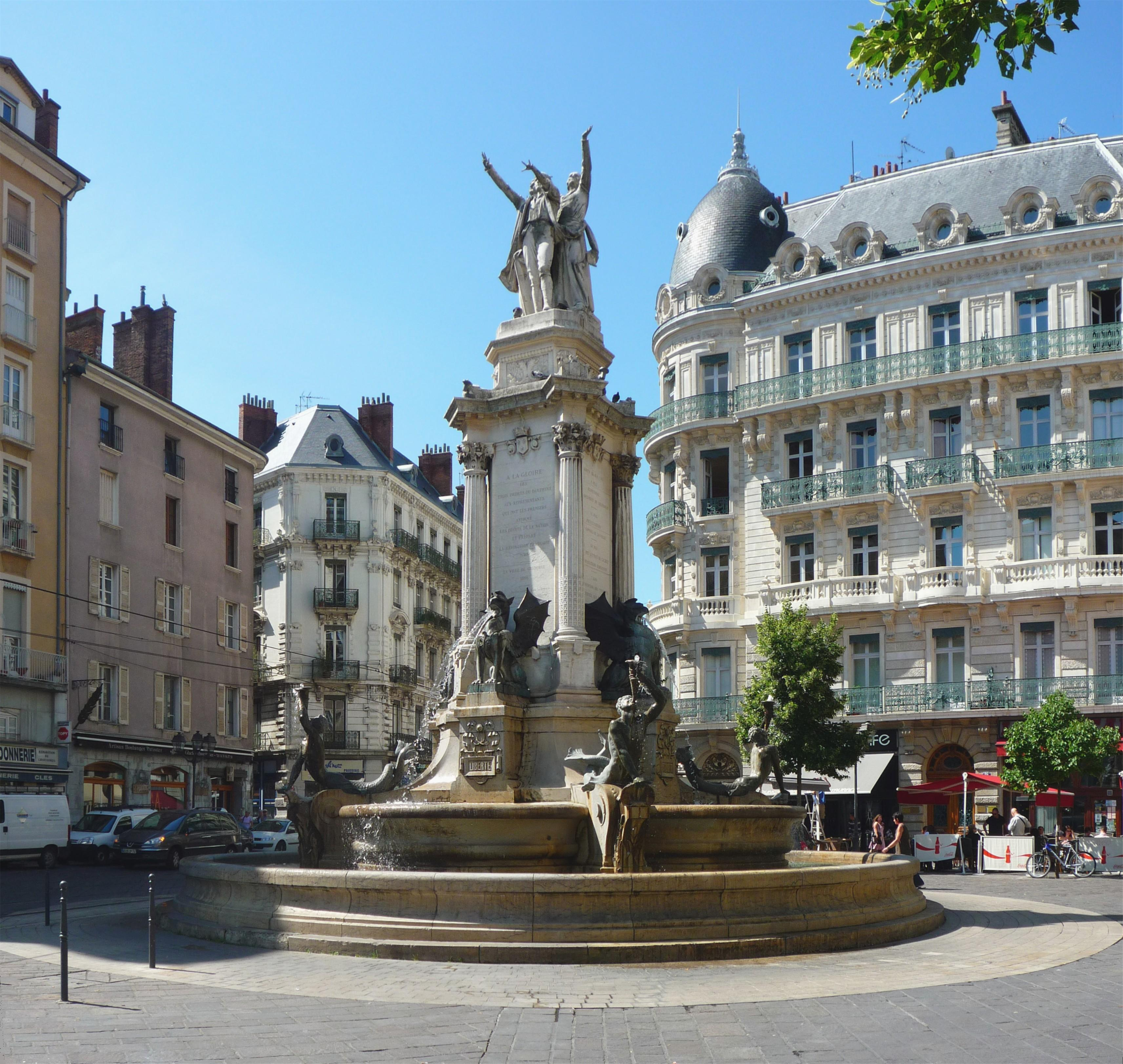
La Fontaine des trois ordres (1897), Grenoble, place Notre-Dame.

## Iconographie
- Jules Bernard, Portrait de Henri Ding, 1880, huile sur toile, Grenoble, musée de Grenoble (inv. MG IS 73-1)[7].
- Jules Bernard, Portrait du sculpteur grenoblois Henri Ding, 1890, huile sur toile, Grenoble, musée de Grenoble (inv. MG 2187)[8].
- Jules Bernard, Portrait du statuaire Henri Ding, 1899, huile sur toile, Grenoble, musée de Grenoble (inv. MG 1173)[9].